# Ecliptopera insulata
Ecliptopera insulata là một loài bướm đêm trong họ Geometridae.